# Roosendaal
Roosendaal (uitspraakⓘ) is een stad in de Nederlandse provincie Noord-Brabant, en de grootste plaats binnen de gelijknamige gemeente Roosendaal.
Door zijn ligging aan de spoorlijn (Amsterdam –) Rotterdam – Antwerpen (– Brussel – Parijs) vervulde Roosendaal een internationale logistieke functie. Roosendaal is gezien vanuit het noorden het laatste station op Nederlands grondgebied voor de grens met België. De Beneluxtrein, (= intercity Amsterdam - Brussel) stopte hier sedert 1957. Sinds begin april 2018 gaat deze trein over de HSL-Zuid, via Breda.

## Toponymie
Voor de naam Roosendaal zijn twee verklaringen in omloop:
- De eerste verklaring heeft te maken met het Middeleeuws gebruik om kloosters de benaming: -dal te geven: Agnetendal, Mariadal, Godsdal enz. Het ‘dal der rozen’ zou dan verwijzen naar de Heilige Maria, aan wie de eerste kapel te Roosendaal oorspronkelijk was gewijd. Maria werd in de Middeleeuwen vaak door bloemen gesymboliseerd. Zo stond de witte lelie voor zuiverheid en de roos (rosa mystica) was het symbool van volmaaktheid.
- De tweede verklaring de naam Roosendaal als rietdal: risse is een andere naam voor riet. Ook staat roos voor rus, eveneens een moerasplant. De locatie was oorspronkelijk een bijna drooggevallen moeras tussen de zandruggen of donken, dat in de zomer vol riet stond.

### Naamgenoten
Door de spelling onderscheidt de naam zich van Rozendaal bij Arnhem, al werd ook Roosendaal in het verleden weleens zo gespeld. Rozendaal (Frans: Rosendaël) was daarnaast ook een dorp bij de Franse stad Duinkerke en vormt daar thans een wijk van. Verder zijn er het Vlaams-Brabantse Roosdaal, het Britse district Rossendale, het dorp Rozendal (Zuid-Afrika) en een wijk in Willemstad (Curaçao).

## Geschiedenis

### Ontstaan en bloei
Roosendaal kent een geschiedenis die teruggaat tot de dertiende eeuw. Het was toen echter slechts een verzameling buurtschappen. In 1266 verzochten de bewoners van de buurtschappen Langdonk, Hulsdonk en Kalsdonk aan de abt van de Abdij van Tongerlo om een eigen kapel te mogen oprichten, aangezien de verbinding met de – toen reeds bestaande – kerk te Nispen moeizaam was. In 1268 was de kapel gereed en schonk Arnoud van Leuven, de toenmalige Heer van Breda, zijn goedkeuring aan een schenking van grond aan deze kapel in loco dicto Rosendale. Het betreffende document is het eerste waarin de naam Roosendaal te vinden is. Overigens stond in die tijd het dorp ook bekend als Haviksdonk. Pas in 1510 werd Roosendaal verheven tot een zelfstandige parochie, gewijd aan Sint-Jan. In 1363 stond in Roosendaal het Sint Anna Gasthuis aan de Raadhuisstraat.

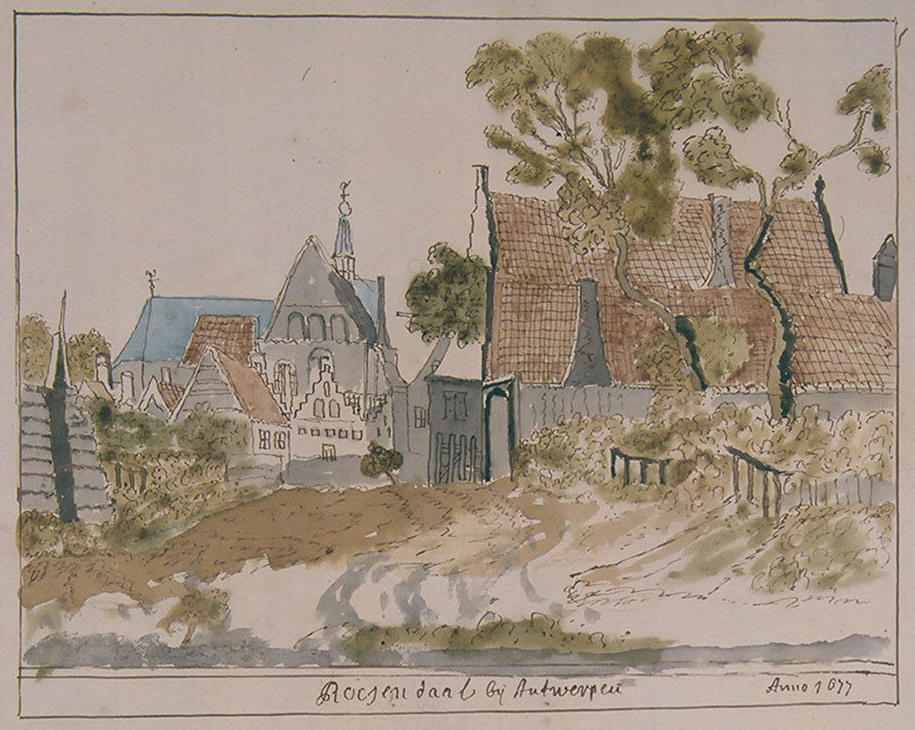
Roosendaal in 1677

In 1451 werd de Roosendaalse Vliet bevaarbaar gemaakt. Aldus kreeg Roosendaal een haven en konden schepen naar de Dintel of de Steenbergse Vliet, en via deze wateren verder naar de zeearmen varen. De turfwinning in de wijde omgeving van Roosendaal noodzaakte tot het graven van een netwerk van turfvaarten, waarvan de Roosendaalse Vaart naar Roosendaal liep. De turf werd via de Roosendaalse haven uitgevoerd naar Holland, Zeeland, Vlaanderen en Antwerpen. De Roosendaalse schippers ondernamen ook regelmatig tochten overzee naar Engeland en Frankrijk. Vaak brachten de schepen stadsmest als retourlading mee terug. Het hoogtepunt van de turfwinning lag in de 16e en 17e eeuw.
Van oudsher maakte Roosendaal deel uit van de Land van Breda, waarin het met Nispen een van de vijftien schepenbanken vormde. Het vormde, na de afsplitsing van Land van Bergen op Zoom in 1290, een Bredase enclave binnen het Bergse gebied. De plaats Roosendaal kon gezien worden als een vrijheid.

### Terugslag
De Tachtigjarige Oorlog (1568–1648) maakte een einde aan de vooruitgang. Roosendaal had zwaar te lijden van de rondtrekkende troepen. De vrijheid was immers niet beschermd door stadsmuren of vestingwerken. In 1572 werd de kerk op de Markt, alsmede het raadhuis, een honderdtal huizen en een aantal schepen, door krijgsgeweld verwoest. Ook in 1576 en 1583 vonden plunderingen plaats, en in 1590 en 1600 brandde de kerk af. Pas tijdens het Twaalfjarig Bestand kon met de wederopbouw worden begonnen nadat Roosendaal in 1605 definitief in Staatse handen was gekomen. Wel vonden er nog epidemieën van de pest plaats in 1622 en 1626. Bovendien kwijnde na 1648 ook de turfnering geleidelijk weg. In 1687 woedde er een stadsbrand en los daarvan had de plaats te lijden van invasies van troepen, zoals de Franse in 1672.
Op kerkelijk gebied waren de ontwikkelingen als volgt: In 1611 ontstond in Roosendaal voor het eerst een kleine protestantse gemeenschap, die in 1648 gebruik kon maken van de Sint-Janskerk. De katholieken kerkten toen in een grenskerk te Steenpaal, een buurtschap vlak over de grens, nabij Essen. Na 1672 kregen ze toestemming om een schuurkerk te gebruiken. In 1762 werd hiernaast, aan de Molenstraat, een pastorie gebouwd. In 1807 kregen de katholieken hun kerk weer terug. Deze was echter in slechte staat en moest – op de toren na – worden gesloopt. In 1839 werd de huidige Sint-Janskerk ingewijd. Deze was tegen de oude toren aan gebouwd. De oude schuurkerk werd gasthuis. De Hervormden kregen in 1810 hun eigen kerkgebouw, een Napoleonskerk.
Onder Lodewijk Napoleon werd Roosendaal in 1809 tot stad verheven, met als motivering de uitgestrektheid en de volkrijkheid. De stadsrechten werden echter weer ingetrokken in 1815, nadat het Koninkrijk der Nederlanden tot stand was gekomen.

### Nieuwe tijd
Er heerste in de eerste decennia van de 19e eeuw een grote armoede. In 1816 had Roosendaal een bierazijnbrouwerij, twee bierbrouwerijen, een hoedenfabriek, zeven leerlooierijen, twee messenmakerijen, een olieslagerij, twee windkorenmolens en een waterkorenmolen. Van een industrie van enige betekenis was nog geen sprake.

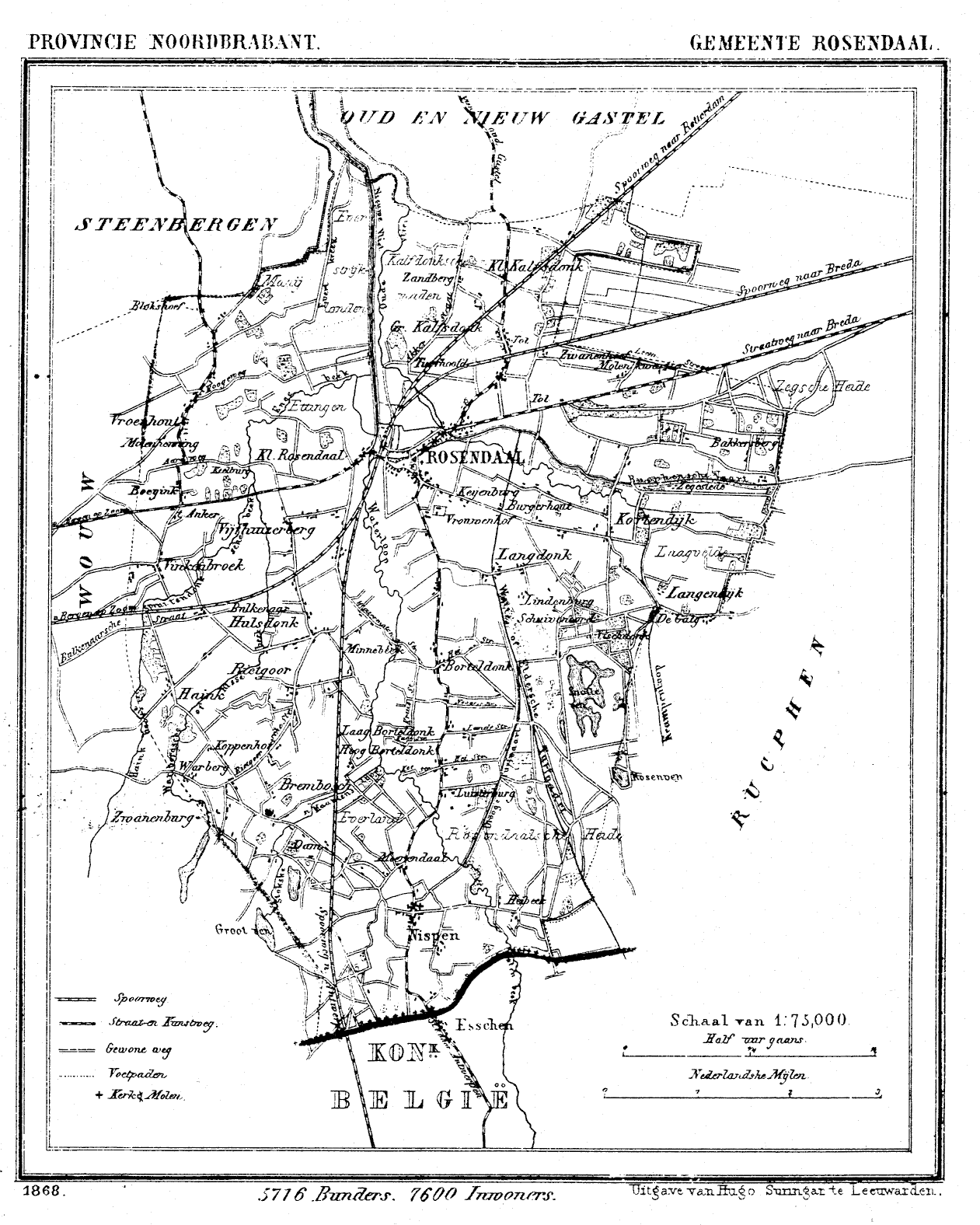
Roosendaal in 1868

Met de invoering van de gemeentewet van 1851 kwam de politieke modernisering op gang. In het begin veranderde er desondanks nog weinig. Een kleine groep notabelen bepaalde de conservatief-katholieke koers. Binnen deze groep speelde de familie Van Gilse een belangrijke rol. Het algemeen kiesrecht van 1919 bracht een kleine doorbraak teweeg. Maar het zou nog tot 1970 duren voordat de traditionele patronen echt werden doorbroken en de ontzuiling vat kreeg op Roosendaal. Landelijke partijen deden meer hun intrede.
Toen in 1854 de spoorwegverbinding met Breda, Antwerpen en Lage Zwaluwe tot stand kwam, en ook Station Roosendaal werd geopend, kreeg Roosendaal een internationale transportfunctie. Later kwamen er ook rechtstreekse spoorwegverbindingen met Rotterdam en Vlissingen tot stand. Aldus kwam er ook industrie.
In 1859 werd de gasverlichting en in 1887 de waterleiding ingevoerd. Vanaf 1865 vond de industrialisatie plaats. Veel van de eertijds opgerichte fabrieken zijn weer uit het stadsbeeld verdwenen, doch ook tegenwoordig heeft Roosendaal uitgebreide bedrijventerreinen. De industrialisatie deed de bevolking verdubbelen van 6.501 in 1851 tot 13.720 in 1899. In 1935 woonden er reeds 24.422 mensen in de gemeente Roosendaal en Nispen.
In 1939 werd de Engelbrecht van Nassaukazerne gebouwd, doch op 11 mei 1940 werd het centrum van Roosendaal gebombardeerd, wat grote schade teweegbracht. Op 14 mei 1940 werd Roosendaal bezet. Er kwam een NSB-burgemeester. Op 31 mei 1944 vond opnieuw een bombardement plaats, nu op de omgeving van het station. Op 30 oktober 1944 werd Roosendaal bevrijd.

### Kerkelijke ontwikkeling
Kerkelijke ontwikkelingen betroffen enerzijds de vestiging van kloosters en anderzijds de bouw van nieuwe kerken.

#### Kloosters
Tot de kloosters behoren:
- Franciscanessen van Roosendaal, die meisjesonderwijs en gezondheidszorg verzorgden. Opgericht in 1832. In 1907 stichtten zij het ziekenhuis Charitas aan de Kalsdonkstraat, een voorloper van het Sint-Franciscusziekenhuis, dat in 1968 gereedkwam.
- Broeders van Oudenbosch, verzorgden jongensonderwijs. Ze vestigden zich in 1865 in Roosendaal.
- Paters Redemptoristen, aan de Kade, beoefenden de zielzorg. Ze vestigden zich in 1868 in Roosendaal. Het klooster werd in 2003 opgeheven. Hun kloosterkerk doet nu dienst als parochiekerk.
- Paters van de Congregatie van Mill Hill, waren actief in de missie. Ze vestigden zich in 1890 in Roosendaal.

#### Protestantse kerkgebouwen
Een deel van de protestanten, die reeds de Hervormde kerk uit 1810 bezaten, stichtten in 1903 een Gereformeerde kerk aan de Sophiastraat. In 2003 werd de hervormde kerk onttrokken aan de eredienst, en sindsdien maakten de protestanten gebruik van de voormalige katholieke Heilig-Kruiskerk aan het Sint-Lucasplein, die nu Kruiskerk ging heten.

#### Katholieke kerkgebouwen
Tot 1903 bezat Roosendaal slechts één parochiekerk, namelijk de Sint-Janskerk. Daarna werden de volgende katholieke kerken gebouwd:
- De Antonius van Paduakerk aan de Brugstraat, in 1903 gebouwd, in 1970 van de eredienst onttrokken en in 1977 gesloopt. Bijbehorende kapel aan de Brugstraat bestaat nog.
- De Sint-Corneliuskerk aan de Wouwseweg, in 1916 gebouwd, in 1971 buiten gebruik genomen en in 1973 gesloopt. Er staat nu een appartementencomplex.
- De Sint-Josephkerk, aan de Sint-Josephstraat, in 1924 gebouwd.
- De Heilig-Hartkerk aan het Heilig Hartplein, in 1935 gebouwd. Inmiddels is deze kerk omgebouwd naar gezondheidscentrum en wordt de "aanbouw" omgebouwd tot appartementen.
- De Onze-Lieve-Vrouw-van-Fatimakerk aan de dr. Schaepmanlaan, in 1952 gebouwd, in 2004 buiten gebruik.
- De Christus Koningkerk aan de Ommegangstraat, in 1957 gebouwd, in 2003 buiten gebruik genomen en gesloopt. Sinds 2012 staat er een appartementencomplex.
- De Heilig-Kruiskerk aan het Sint-Lucasplein, in 1964 gebouwd, in 2003 buiten gebruik als katholieke kerk, en nu een protestantse kerk (PKN) met de naam Kruiskerk.
- De Moeder Godskerk aan de President Kennedylaan, uit 1967. De laatste dienst hier is gehouden op 13 oktober 2019.
- De Sint-Franciscuskerk aan de Azurietdijk, een verbouwde boerderij, in gebruik van 1975–2001 en nu een kapel.
- De Goede-Herderkerk aan de Lindenburg, in gebruik genomen in 1981, maar inmiddels niet meer gebruikt als kerk na een vuurwerkincident.

## Economie
Een greep uit de bedrijven die zich in de loop der jaren in Roosendaal hebben gevestigd:
- Tussen 1865 en 1870 werden drie suikerfabrieken gesticht aan de Havendijk. Het betrof De Ram & Co. (1864), Ravenswaay, Fercke, Jäger & Co. (1867), en Janssens, Van Weel, Smits & Co. (1869).
- In 1870 volgde de Stijfselfabriek Roosendaal.
- Vanaf 1892 groeit de tabaksindustrie in Roosendaal. De bekendste fabriek was KaVeeWee, gesticht in 1897 door Karel van Wely. In 1900 werkten er 130 mensen in de tabaksindustrie; in 1924 waren er vijf tabaksverwerkende fabrieken. In 1930 had KaVeeWee 750 werknemers. Dit liep op tot 1000 in 1939, en tot 1947 was KaVeeWee Roosendaals grootste werkgever. Hierna liep het aantal arbeiders snel terug en in 1972 sloot de fabriek.
- De Gebr. Van Gilse Kandijfabriek werd in 1882 opgericht door Piet (Petrus Adrianus Gerardus) van Gilse. Deze bestaat nog steeds, onder de naam Koninklijke Van Gilse Kandijfabriek B.V..
- Tricotagefabriek WEBA, aan de Nispenseweg, tricotagefabriek Bleijenberg aan de Nieuwstraat; confectiefabriek Gebr. van Gils, aan de Zwaanhoefstraat; breigoederenfabriek Lagero, aan de Bredaseweg (opgericht 1930); Hudson Textiel, aan de Boulevard; Tricotagefabriek De Groot, aan de Bredaseweg; Tricotagefabriek Engelvaarts, aan de Gezellelaan; Tricotagefabriek Tribouco in de Frederik Hendrikstraat.
- Schoolmeubelfabriek Bruijninckx; Meubelfabriek Gebr. Min.
- Koperslagerij Tiebackx; Machinefabriek Roosendaal v/h firma Lamb, aan de Schotbossenstraat; Machinefabriek Dekkers, aan West Havendijk; Machinefabriek Van Osta, aan Spoorstraat; Machinefabriek Dekkers, aan Kade; Grofsmederij, later machinefabriek A. Vissia, aan Oostelijke Havendijk; Machinefabriek De Vuurslag, aan Laan van Brabant.
- Ligtermoet Chemie, later Ciba-Geigy, later Novartis Agro Benelux, aan Stepvelden; Pennwalh Chemie, aan Neutronweg;
- In 1916 startte Charles Loyens een luciferfabriek, die echter in 1920 werd opgekocht door de Zweed Ivar Kreuger en uiteindelijk gesloten werd.
- Een andere bekende fabriek is de snoepfabriek Red Band, die in 1928 werd opgericht door dhr. Overwater en startte met 25 werknemers in de leegstaande luciferfabriek aan de Spoorstraat. De snoepfabriek is een onderdeel van Cloetta Holland, er werken 110 mensen en men produceert 14 kiloton snoep- en dropwerken per jaar.
- Borstelfabriek Vermunt Roosendaal (Vero) was reeds in 1915 een grote producent van borstels en soortgelijke schoonmaakmiddelen. Het bedrijf bevond zich aan de Molenstraat, later aan de Protonweg. De fabriek aan de Molenstraat werd in 1978 gesloopt.
- Rubberfabriek Indiana, aan de Ettenseweg, werd opgericht in 1930. Het vervaardigde zolen en hakken voor de schoenindustrie, matten voor veestallen, plukdoppen voor de slachterijen, doppen voor trekhaken en spatlappen.
- In 1920 werd Liga opgericht te Bergen op Zoom. In 1953 opende Liga in Roosendaal een nieuwe fabriek voor kindervoeding. In 1995 werd deze fabriek gesloten.
- In 1939 werd Rijnart transport Roosendaal opgericht door Piet Rijnart[4]
- In 1946 werd een Philips-vestiging gestart aan de Zwaanhoefstraat. Hier werd glas vervaardigd en tl-buizen. In 1975 werkten hier 1500 mensen, de fabriek is gesloten en gesloopt om plaats te maken voor nieuwbouw. Alleen de glasoven schoorsteen is behouden maar met speciaal transport verplaatst.
- Voestalpine Plastics Solutions, een kunststofverwerkend bedrijf.
- BVR (Bouwmaatschappij Vromans Roosendaal), uit 1984, een aannemersbedrijf.
- Syson, uit 1987, een ICT bedrijf.
- Hoofdkantoor van Jan de Rijk Logistics, een internationaal transportbedrijf.
- Keller Keukens (opgericht in 1935, gestart te Roosendaal in 1977 met fabricage van keukens, hang- en legkasten, verplaatst zich naar Bergen op Zoom).
- Een distributiecentrum van DHL.
- Lonka (London Caramel Works), opgericht in 1920, sinds 2002 in Roosendaal, vervaardigt snoepgoed van karamel, noga, en chocolade.
- Distributiecentrum van Primark, sinds 2015
- In 1958 werd de eerste franchisewinkel van de HEMA gevestigd aan de Molenstraat. De HEMA is in 1968 verhuisd naar de toen in aanbouw winkelcentrum de Roselaar.

Het bedrijventerrein Borchwerf ontwikkelde zich tot een der grootste van Noord-Brabant en er vestigden zich reeds honderden bedrijven. In samenwerking met gemeente Halderberge is het bedrijventerrein 'Borchwerf II' verrezen.
Door de ligging langs de A17 en A58 en tussen de havens van Rotterdam, Antwerpen, Terneuzen en Vlissingen, vestigden zich in Roosendaal een aantal logistieke en transportbedrijven. Sinds 1970 werd Roosendaal meer en meer een commercieel en dienstencentrum. Ook de detailhandel bloeide op: zo vestigden zich 120 modewinkels in Roosendaal.

### Winkelen
In het centrum bevinden zich de overdekte winkelcentra, de Roselaar en Passage. (Vroeger ook de Biggelaar, maar deze is leeg en gesloten, alhoewel er nog wel gebruik gemaakt van de parkeergarage die aan het winkelcentrum gebouwd is) Er zijn winkels in onder andere de Raadhuisstraat, Dokter Brabersstraat, Nieuwe Markt, Oude Markt, Oostplein, Roselaar, Roselaarplein. Aan de westkant bevindt zich sinds 2006 het factory outlet center Designer Outlet Roosendaal. De oorspronkelijke naam Rosada is in 2017 veranderd nadat McArthur Glen de nieuwe eigenaar van het outlet center werd, alhoewel de term Rosada nog steeds gebruikt wordt. In het oosten is de woonboulevard, die te vinden is aan de Rucphensebaan.

### Markten
De weekmarkt is op de Nieuwe Markt op maandag van 8:30 tot 16:00 uur en op zaterdag van 9:00 tot 16:00 uur.

## Bezienswaardigheden

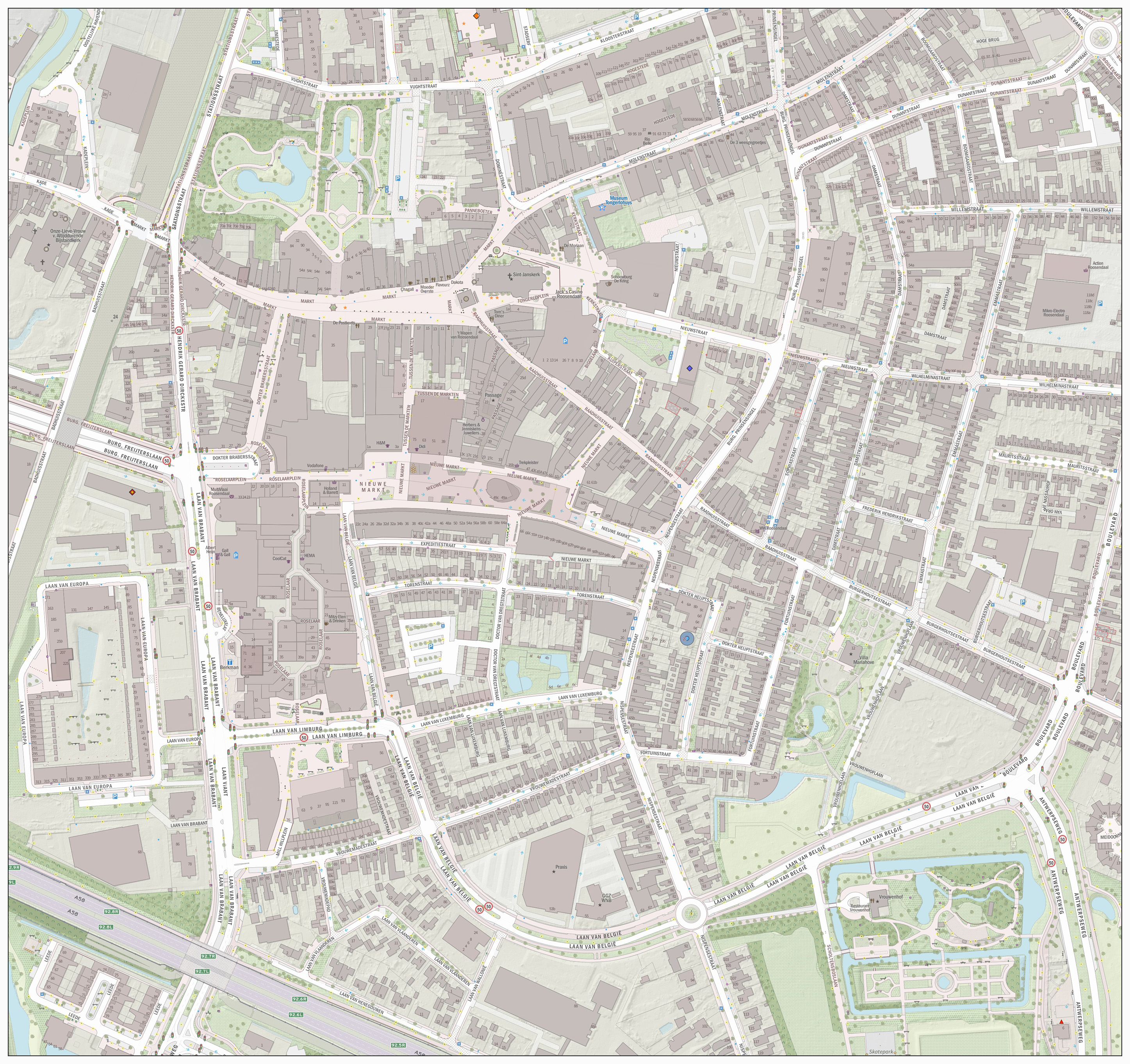
Detailkaart van het centrum van Roosendaal (2017), met bezienswaardigheden

### Kerkelijke gebouwen
- De Sint-Janskerk op de oude Markt, is een waterstaatskerk uit 1839 met een oorspronkelijk 15e-eeuwse toren. Onttrokken aan de eredienst in 2005. Het gebouw is in gebruik als een cultureel centrum.
- De Hervormde kerk aan Bloemenmarkt 14, is een neoclassicistische zaalkerk uit 1810. Architect was H. Huysers. De voorgevel heeft geblokte toscaande pilasters. Hiernaast ligt de hervormde pastorie uit dezelfde tijd. In 2007 onttrokken aan de eredienst en in gebruik als een horecagelegenheid.
- De Sint-Josephkerk aan de Sint-Josephstraat 4, is een centraliserende bakstenen kruiskerk, ontworpen door Jacques Hurks en W. Vergouwen in expressionistische stijl. Ze heeft een koepel met een doorsnede van 18,8 m. Het hoofdaltaar werd vervaardigd in de ateliers van Pierre Cuypers. De kerk bezit muurschilderingen nabij de altaren uit 1934 en kruiswegstaties uit 1935, beide van Pieter en Wijnand Geraedts.
- De Heilig-Hartkerk aan het Heilig Hartplein 31, uit 1936, naar plannen van Marinus Jan Granpré Molière, in de stijl van de Delftse School ontworpen door Jan van der Laan en Franciscus Sturm.
- De Onze Lieve Vrouw van Fatimakerk aan de dr. Schaepmanlaan 88–90 is een driebeukige basilicale kerk met verhoogd koor, in 1952 gebouwd. Architect was Jacques Hurks. De kerk werd in 2005 onttrokken aan de eredienst.
- De Kruiskerk aan het Sint-Lucasplein 2, werd in 1964 ingewijd als Heilig-Kruiskerk. De modernistische zaalkerk werd in 2003 onttrokken aan de katholieke eredienst en fungeert als de Roosendaalse PKN-kerk.
- De Moeder Godskerk aan de President Kennedylaan 73, uit 1967. Architect was A. van Kranendonk. De kerk is gebouwd in modernistische stijl op een ruitvormige plattegrond en heeft gebogen betonnen schaaldaken die oplopen naar een centraal gelegen torentje.
- De Onze-Lieve-Vrouw van Altijddurende Bijstandkerk, uit 1868, bevindt zich aan Kade 21. Ze werd ontworpen door Theo Asseler, was oorspronkelijk de kloosterkerk van de Paters Redemptoristen en wordt als parochiekerk gebruikt.
- Het Sint-Josephklooster, aan de Van Gilselaan 51–53, is een klooster van de Franciscanessen van Roosendaal uit 1910 in een combinatie van neogotiek en neorenaissancestijl. Architect was C. Bennaars.
- Het Klooster Mariadal, aan Vincentiusstraat 3–7, is gebouwd in de stijl van de Delftse School en stamt uit 1934. De kapel is uitgevoerd in expressionistische baksteenarchitectuur.
- Onze-Lieve-Vrouw-van-Zeven-Smartenkapel op de Kapelberg.

### Musea
- Museum Tongerlohuys aan Molenstraat 2. Streekmuseum en kunstexposities.

### Overige bezienswaardigheden
- Het Raadhuis van Roosendaal stamt uit de 16e eeuw.
- Het Tongerlohuys werd gebouwd in 1762 als pastorie. Tegenwoordig bevindt zich hierin het stedelijk museum.
- Diverse woonhuizen, waaronder:
  - De Cleyne Cat aan Markt 69, uit de 17e eeuw.
  - Markt 24, met een gevel uit 1850 en een kern uit de 18e eeuw. De poort ernaast heeft een versiering in Lodewijk XV-stijl.
  - Markt 30 is van oorsprong een 18e-eeuwse herberg met een eclectische voorgevel uit 1878.
  - Huis De Fortuyn aan de Raadhuisstraat 26 is uit 1830 en heeft een neoclassicistische gevel met fronton.
  - Raadhuisstraat 45 is een neoclassicistisch herenhuis uit 1870. Op het achtererf ervan was achtereenvolgens een bierbrouwerij en een tabaksfabriek.
  - Molenstraat 12 is een herenhuis in eclectische stijl uit 1880. Het werd gebouwd in opdracht van bankier Jan Luykx.
  - Mariahove aan Burgerhoutsestraat 12 is een fabrikantenvilla uit 1900, gebouwd voor Henri (Henricus Franciscus Maria) van Gilse, een van de zoons van voornoemde Piet van Gilse.
- Standerdmolen De Hoop aan de Willem Elsschotlaan, uit 1684.
- Stellingmolen De Twee Gebroeders aan de Amerikalaan is een ronde stenen molen uit 1872.
- Station Roosendaal werd gebouwd van 1904–1907 ter vervanging van een ouder en kleiner gebouw.
- De watertoren uit 1916 is gelegen aan de Nispensestraat.

### Monumenten
- Lijst van rijksmonumenten in Roosendaal
- Lijst van gemeentelijke monumenten in Roosendaal

## Natuur en landschap
Ten westen van Roosendaal bevindt zich een betrekkelijk kleinschalig landbouwgebied op zandgrond. Van zuid naar noord komen de Watermolenbeek en de Natte of Elderse Turfvaart uit in Roosendaal. De Molenbeek verlaat Roosendaal aan de noordzijde als Nieuwe Roosendaalse Vliet en Mark-Vlietkanaal. Vanuit het oosten komt de Rucphense Vaart uit in Roosendaal. Niet ver ten oosten en zuidoosten van Roosendaal liggen, buiten het eigen grondgebied, de Rucphense Bossen terwijl men in zuidelijke richting Landgoed Visdonk en het natuurgebied Dal van de Molenbeek vindt. Enkele kilometers ten zuidwesten van Roosendaal, iets ten noorden van de A58 ligt, niet ver van Wouw maar op Roosendaals gebied, het Spuitendonkse Bos.

### Parken
- Park Vrouwenhof, aan de Scholtenboslaan, met waterpartijen, een Japanse brug, een speeltuin, een doolhof en dergelijke.
- Het Emile van Loonpark nabij de Stationsstraat werd in 1884 aangelegd in Engelse landschapsstijl naar ontwerp van de gebroeders U.J. en A. Heerma van Voss. Het was oorspronkelijk de tuin van de Roosendaalse notabele Emile van Loon. In 1935 werd het door de gemeente aangekocht en door Jan Bijhouwer enigszins aangepast. Hij ontwierp het centrale deel dat meer geometrische kenmerken vertoont.
- Het Burgemeester Coenenpark aan de Parklaan is een langgerekt park dat werd angelegd van 1932–1934 naar plannen van Jan Bijhouwer. In dit park werden geometrische en landschapsarchitectuur gecombineerd. Er is een waterpartij en er werden enkele kunstmatige heuvels aangelegd.
- Het Marijnenpark werd aangelegd in 2008. Dit park is aangelegd langs de oevers van de Watermolenbeek daar waar deze door de wijken Tolberg en De Kroeven loopt. Het riviertje meandert weer en de reeds aanwezige bomen werden bij de werkzaamheden gespaard.
- Het Burgemeester Godwaldtpark bevindt zich net ten oosten van de A58 in de wijk Kortendijk.

## Evenementen
- Appeltje Eitje, foodtruckfestival in Vrouwenhofpark Roosendaal
- Beachvolleybaltoernooi, Oude Markt
- Bevrijdingsfestival, Centrum
- BlommenBlues Festival, Centrum
- Blommenkinders Festival, Vrouwenhofpark
- Blommenquiz, muziekquiz Parrotia, Oude Markt
- Carnaval, Roosendaal heet dan Tullepetaonestad
- Dancetour
- Draai van de Kaai, wielerevenement
- Halve Marathon en 10 km
- Hap Stap Festival
- jeugdronde
- KaaiJazz, Jazz festival op de Kade
- Kade Boule, jeu de boule evenement
- Kermisronde, wielerronde tijdens de kermis
- Kingdom Festival, Vrouwenhofpark Roosendaal
- Kill The DJ, Bruin Cafe Jaxx
- Mosh Meeting, deathmetal-hardcorefestival.
- Multiculturele Manifestatie
- Nationale Jeugdronde
- Op de grens Festival
- Roosendaals Treffen, waarbij alle verenigingen en instanties zich aan de bevolking presenteren
- Roosendaalse Kermis, deze kermis staat in de top 6 van grootste kermissen van Nederland.
- Roosendaal Zingt
- Taptoe
- Tol Spektakel (Theater Op Locatie)
- Volksronde, wielerevenement met open Roosendaals Kampioenschap
- Zomerfestival, Vrouwenhofconcerten in het Vrouwenhofpark

## Drugscriminaliteit
In Roosendaal is sinds begin jaren 90 de drugscriminaliteit toegenomen. Door de ligging aan de Belgische grens, bezoeken tot 13.000 Franse en Belgische drugstoeristen per week de stad om drugs aan te schaffen die veelal door illegale dealers en drugsrunners wordt verkocht. Er is een speciaal politieteam "Courage" opgericht om deze handel tegen te gaan. Met name de Brugstraat en de Molenstraat lijden onder het drugsprobleem. Burgemeester Michiel Marijnen heeft begin 2009 aangekondigd om alle coffeeshops op den duur te sluiten om de criminaliteit in Roosendaal terug te dringen. Op 16 september 2009 is er in de gemeente Roosendaal een volledig verbod van kracht geworden op de verkoop van softdrugs waardoor de coffeeshops hun verkoop hebben moeten staken.

## Onderwijs
- Het Gertrudis College, katholieke scholengemeenschap voor vmbo, havo, atheneum & gymnasium
- Het Norbertus Gertrudis Mavo, katholieke scholengemeenschap voor vmbo
- Het Jan Tinbergen College, openbare scholengemeenschap voor tweetalig vwo, vwo, havo en mavo
- Het Norbertuscollege, katholieke scholengemeenschap voor vwo+, vwo en havo
- Het Norbertus Gertrudis Lyceum, katholieke scholengemeenschap voor vwo+, vwo en havo
- Het Da Vinci College, scholengemeenschap voor vmbo en praktijkonderwijs
- Het Curio, mbo verpleging verzorging, uiterlijke verzorging, pedagogisch werk en vavo
- Het Zoomvliet College, mbo handel international business, economie, administratie, ICT, mode en mediavormgeving
- Het Johan Cruijff College, professionele sport gecombineerd met school

## Cultuur
De gemeente kent verschillende cultuurorganisaties.

### Roosendaals Toneel
Roosendaals Toneel is de oudste toneelvereniging van de gemeente, opgericht in 1917. Aanvankelijk was de club afdeling van een vakbond, alleen heren mochten lid worden en het repertoire bestond voor een groot deel uit kluchten en sociaal drama. Al kort na de Tweede Wereldoorlog is dat allemaal snel veranderd. Tegenwoordig speelt Roosendaals Toneel één keer per drie jaar een stuk voor kinderen en treedt daarmee als enige amateurclub op in het plaatselijk openluchttheater, Vrouwenhof. In de overige jaren brengt de club het serieuzer, 'literair' toneel, zowel werk van jong  (vaak lokaal) toneelschrijverstalent alsook klassieken van auteurs als Tennessee Williams, Shakespeare, Tsjechov, G.B. Shaw, Willem-Jan Otten, Maria Goos, Pinter en Peer Wittenbols.
Sinds 2019 heeft Roosendaals Toneel ook een jeugdafdeling.

### De Roosendaalse Comedie
Toneelvereniging De Roosendaalse Comedie bestaat sinds 1946 en maakt theater op steeds weer andere verrassende locaties in Roosendaal. Door iedere productie met een andere professionele regisseur te werken proberen zij ieder jaar weer een unieke voorstelling neer te zetten. De Roosendaalse Comedie is ook betrokken bij De TOL-spektakels. Iets dat inmiddels uitgegroeid is tot een bekend theaterfenomeen. In 2019 organiseert de Roosendaalse Comedie dit spektakel in een historische wijk van Roosendaal.

### TOL Spektakel
Het TOL spektakel (Theater Op Locatie) wordt om de drie jaar gehouden in samenwerking met drie toneelvereniging De Roosendaalse Comedie, het Roosendaals toneel en Onderling Kunstgenot (uit Nispen). In deze samenwerking, waarbij de organisatie telkens bij een andere vereniging ligt, maken de spelers in een nieuwe samenstelling drie verschillende eenakters op drie verschillende locaties. De theaterstukken worden speciaal op de locatie gemaakt. Het publiek bezoekt, tijdens dit spektakel, drie locaties met de bij behorende eenakters. Vaak worden markante en verrassende locaties gebruikt.

### Theatergroep Drie Maal Plankenkoorts
Theatergroep Drie Maal Plankenkoorts komt uit Roosendaal en bestaat sinds 1999. In de beginjaren werd vooral bestaand werk gespeeld (zoals van Harold Pinter en Dimitri Frenkel Frank en Toneelgroep Het Volk); later legde de groep zich ook toe op het schrijven van eigen stukken. Sinds 2008 is Drie Maal Plankenkoorts de professionaliteit ingegaan, en heeft de groep zich toegelegd op het bewerken van literatuur naar korte, krachtige toneelstukken. De acteurskern van Drie Maal Plankenkoorts bestaat uit Bas Ambachtsheer, Dragan Zuijkerbuijk en Ad Paantjens. Er wordt voor de theaterproducties veel gebruikgemaakt van projectacteurs en -actrices. In 2013 werd door de theatergroep de Rabobank Cultuurprijs gewonnen.

### Kunst in de openbare ruimte
In de gemeente Roosendaal zijn diverse beelden, sculpturen en objecten geplaatst in de openbare ruimte, zie:
- Lijst van beelden in Roosendaal

## Sport
Er zijn in de stad diverse sportverenigingen:
- Sportverband Blauw-wit Roosendaal, omnisportvereniging sinds 1935 (afdelingen volleybal, basketbal, badminton, biljart, gehandicaptensport, vroeger ook korfbal, voetbal, tafeltennis en gymnastiek)
- RRV, Roosendaalse Roeivereniging, opgericht op 9 februari 1988
- a.r.s.v. THOR Roosendaal, atletiekvereniging, opgericht op 27 maart 1927
- BSC Roosendaal, amateurvoetbalvereniging, opgericht op 16 maart 1928
- DVO Roosendaal, amateurvoetbalvereniging, opgericht op 23 oktober 1960
- Dynamo-Roosendaal, turn- en dansvereniging
- Golfbaan De Stok, begonnen in 2002 als drivingrange en in 2003 als golfbaan
- RBC Roosendaal, voormalig betaald voetbalvereniging, opgericht op 31 juli 1912 (8 juni 2011 failliet verklaard, maar op 2 december 2011 doorgestart als amateur voetbalvereniging.)
- RKVV Roosendaal, amateurvoetbalvereniging, opgericht op 1 augustus 1935
- RMHC De Pelikaan, hockeyvereniging, opgericht 1933
- RSC Alliance, amateurvoetbalvereniging, opgericht 1918
- SHV Boosters, honkbal- en softbalvereniging, opgericht 1975
- De Pion, schaakvereniging, opgericht 1929
- Roosendaalsch S.G., schaakvereniging, opgericht 1999
- Hieronymus, zwem- en waterpolovereniging
- ERPV de Bommequet, jeu de boulesvereniging, opgericht op 8 mei 1978
- Rugbyclub RCC (Roosendaal Commando Combinatie) Bekaro, Rugbyvereniging, opgericht op 2 juni 1978
- Volleybalvereniging Symmachia
- Zaalvoetbalvereniging Lotus, opgericht 2 juli 1991
- TV Vierhoeven, tennisvereniging
- TC Tolberg, tennisvereniging, opgericht 1990
- TVR, tennisvereniging
- ODT, tafeltennisvereniging
- RRV, Roosendaalse Roei Vereniging
- Keep-Fit '70, Korfbalvereniging opgericht in 1970
- IRIS Roosendaal, recreatieve sportvereniging voor senioren, hart- en diabetespatiënten, opgericht in 1977.
- Karate-Do Academie Kenkai.

Op zondag 21 augustus 2022 liep de route van de derde etappe (van Breda naar Breda) van de Ronde van Spanje 2022 door Roosendaal.

## Voorzieningen
Er zijn diverse voorzieningen in Roosendaal zoals:
- Bibliotheek West-Brabant[8]
- Zwembad de Stok
- Diverse verzorgingshuizen voor ouderen
- Bravis Ziekenhuis
- Heemkundekring De Vrijheijt van Rosendale in het heemhuis in klooster Mariadal
- Bioscoop
- Theater de Kring
- Kinderspeeltuin Vrouwenhof

## Topografie
Topografische kaart van de stad Roosendaal, december 2013. Klik op de kaart voor een vergroting.

## Verkeer en vervoer

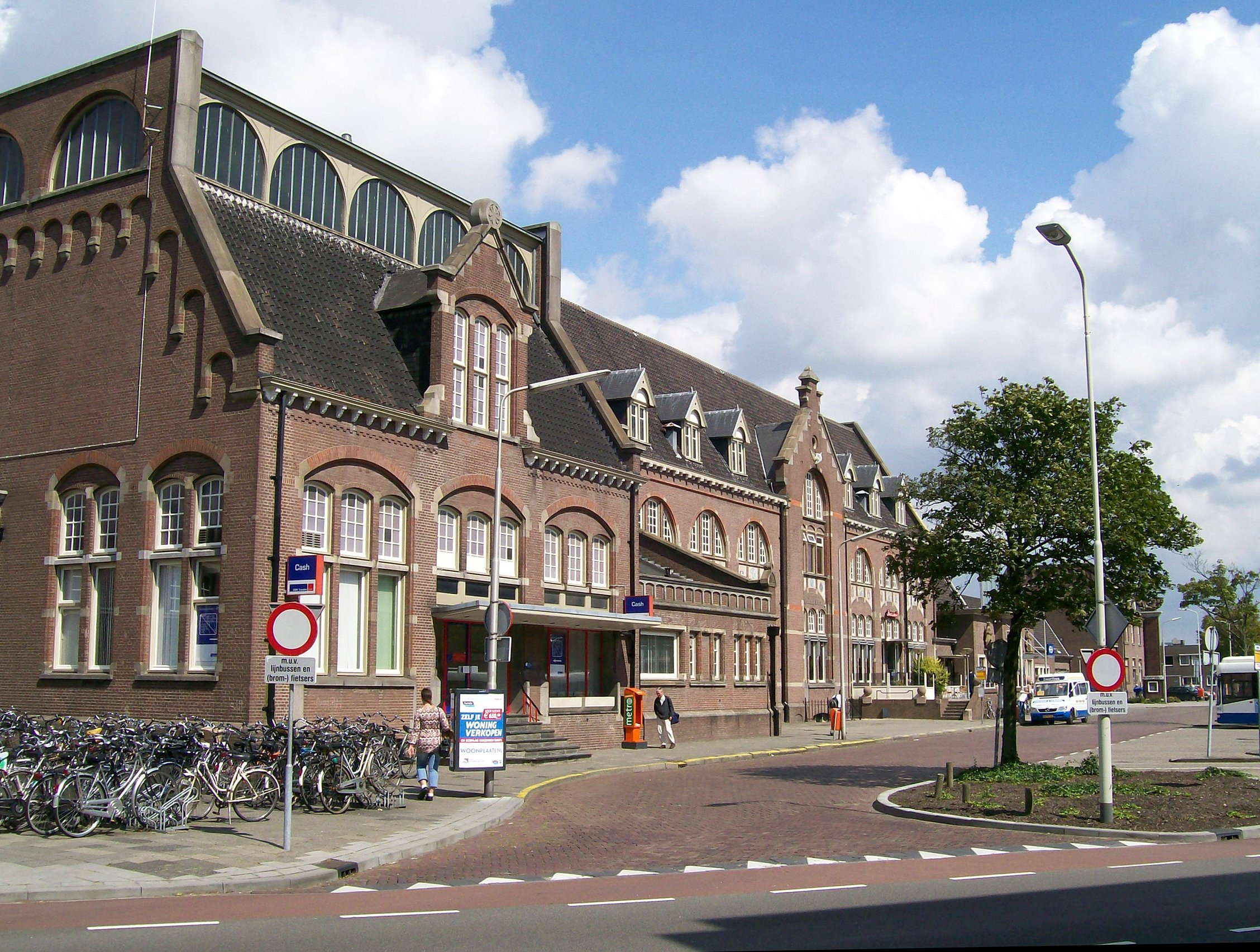
Station Roosendaal

### Roosendaal Spoorstad
In 1854 legde een Belgische maatschappij een spoorweg aan van Antwerpen over Roosendaal naar Moerdijk, inclusief een zijtak van Roosendaal naar Moerdijk. Dit betekende een impuls voor de ontwikkeling van het dorp Roosendaal. Aansluitingen met Rotterdam (1877), Vlissingen (1872) maakten van het station Roosendaal een spoorwegknooppunt. Expeditiebedrijven vestigden zich spoedig in de buurt van het grensstation. Om de groei van het internationale reizigers- en goederenvervoer op te vangen, werd in 1907 een nieuw en groter stationscomplex in gebruik genomen.

### Buslijnen
Het busvervoer wordt verzorgd door Arriva en Connexxion (enkel lijn 19).
Stadslijnen:
- Lijn 11: Kortendijk - Fatima-Villapark - Station - Centrum [- Westrand - Borchwerf]/[- Designer Outlet]
- Lijn 12: Station - Centrum - De Krogten - Kroeven - Langdonk

Streek- en buurtbuslijnen:
- Lijn 19: Hulst - Clinge - Nieuw Namen - Roosendaal
- Lijn 161: Roosendaal - Wouw - Heerle - Bergen op Zoom
- Lijn 162: Etten-Leur - Sint Willebrord - Rucphen - Roosendaal
- Lijn 163: Willemstad - Oudemolen - Fijnaart - Stampersgat - Oud Gastel - Roosendaal
- Lijn 164: Ossendrecht - Hoogerheide - Huijbergen - Wouwse Plantage - Roosendaal
- Lijn 211: Nispen - Roosendaal - Zegge - Bosschenhoofd - Oudenbosch
- Lijn 220: Klein Zundert - Zundert - Wernhout - Achtmaal - Schijf - Roosendaal

### Belangrijke wegen
- A17
- A58
- N262
- N268

## Nabijgelegen kernen
Wouw, Nispen, Achtmaal, Schijf, Rucphen, Zegge, Oud Gastel, Kruisland